# Yorkshire terrier
Lo yorkshire terrier è un cane di piccola taglia da compagnia che prende il nome dall'omonima contea inglese dove nacquero i primi allevamenti di questa razza.

## Caratteristiche fisiche
Cane a pelo lungo; il pelo ricade perfettamente diritto lungo i lati del corpo e in modo uguale da ciascuna parte, diviso da una scriminatura che va dal tartufo alla punta della coda. Molto compatto, dalle linee nette, con un portamento eretto che gli dà un'aria importante. Nel suo insieme dà l'impressione di un corpo vigoroso e ben proporzionato.
- Testa: Piuttosto piccola e piatta, con cranio non troppo prominente e arrotondato, muso non troppo lungo, tartufo nero.
- Occhi: Di media dimensione, scuri, scintillanti; esprimono una viva intelligenza; sono posti in modo da guardare diritto in avanti. Non sono sporgenti. Le rime palpebrali sono scure.
- Orecchie: Piccole, a forma di V, portate erette, non troppo distanti l'una dall'altra; coperte da un pelo corto; il loro colore è di un rossiccio sostenuto ed intenso.
- Bocca: Dentatura con chiusura a forbice perfetta, regolare e completa: cioè gli incisivi superiori coprono gli inferiori in uno stretto contatto e sono impiantati ben in squadra in rapporto alle mascelle. I denti sono ben disposti; la lunghezza della mascella è uguale.
- Collo: Di buona estensione ed elegante.
- Arti anteriori: Spalla obliqua; arti anteriori dritti, ben coperti di un pelo rossiccio dorato intenso che si presenta un pochino più chiaro all'estremità rispetto alla radice e che non si estende oltre il gomito.
- Tronco: Compatto, con costole un po' arcuate, buone reni. La linea dorsale è dritta.
- Arti Posteriori: Gli arti posteriori sono perfettamente dritti, visti da dietro, articolazioni coxo femorali moderatamente flesse. Essi sono ben coperti di pelo rossiccio dorato intenso che è di qualche tono più chiaro all'estremità rispetto alla radice e che non si estende alla grassella.
- Piedi: Rotondi; le unghie sono nere.
- Coda: Coperta di pelo abbondante, di un blu più scuro che sul resto del corpo, soprattutto sulla punta. È portata un po' più alta della linea del dorso.

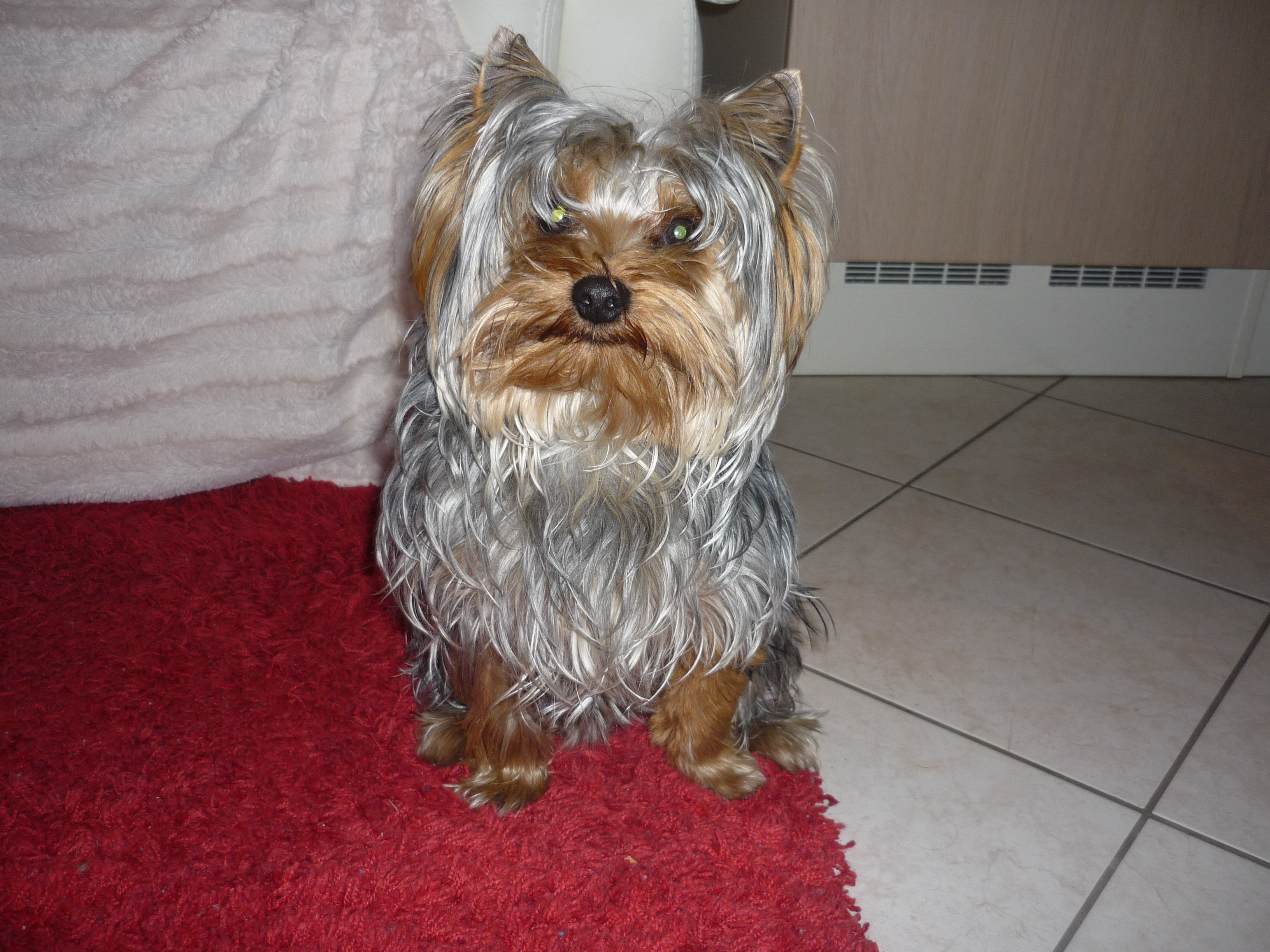
Esemplare maschio Yorkshire Terrier di un anno

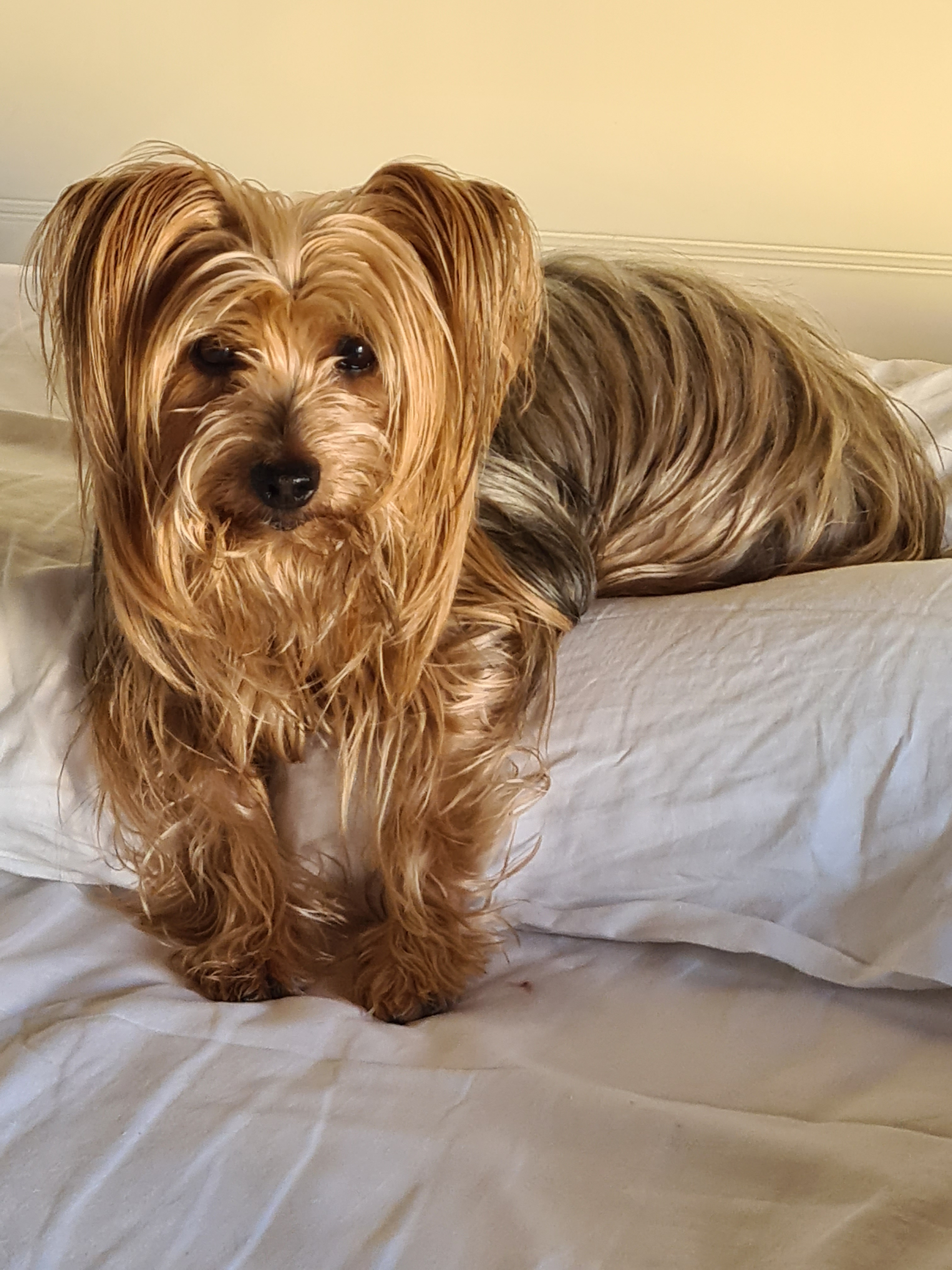
Esemplare femmina di 10 anni

- Andatura: Andatura sciolta, con buona propulsione; movimenti anteriori e posteriori paralleli e linea superiore mantenuta ben dritta.
- Pelo: Sul corpo il pelo è di lunghezza moderata, perfettamente dritto (e non ondulato), lucente, di tessitura fine e setosa, e non lanoso. Sulla testa il pelo è lungo, di un colore rossiccio dorato intenso, più sostenuto ai lati della testa, alla base delle orecchie e sul muso, dove il pelo è anche molto lungo. Il colore rossiccio intenso della testa non deve estendersi sul collo. Nessun pelo scuro o carbonato deve mischiarsi al pelo rossiccio. Il mantello è privo di sottopelo e di conseguenza la quantità di allergeni del cane sono fortemente ridotti. Per questo motivo il suo pelo è considerato ipoallergenico perché non causa sintomi di allergia neanche nelle persone più sensibili.
- Colore: Blu tau (non blu argentato) che si estende dall'occipite all'attaccatura della coda, mai mescolato a peli rossicci, scuri, o color bronzo. Sul petto il pelo è di un rossiccio intenso e brillante. Tutti i peli rossicci sono più scuri alla radice rispetto alla loro metà e diventano ancora più chiari all'estremità.
- Peso: Fino a 3,1 kg (7 libbre inglesi = 3,178 kg)
- Difetti: Ogni deviazione dallo standard è da considerarsi un difetto che va penalizzato secondo la gravità.

## Carattere
È un terrier da compagnia attivo e intelligente, dotato di grande vitalità, con un temperamento brioso, vispo e allegro. Molto giocherellone, è di buona compagnia. Tende ad abbaiare in presenza di sconosciuti. Ama i divani e le comodità, le coccole e la compagnia. Non tollera la solitudine e può sviluppare una vera e propria ansia da separazione. È un cane sicuramente docile e si abitua alla vita in famiglia, per questo ama ogni membro di essa, ma nello stesso tempo può essere leggermente aggressivo con gli estranei. È una razza di cane che va d'accordo anche con altre specie domestiche (es. gatti).
Questa razza è anche conosciuta per essere quella preferita dagli anziani.

## Origine
Nella seconda metà dell'800 la contea dello Yorkshire era divenuta un centro importante per l'industria tessile. Gli operai portavano i loro piccoli terrier a pelo lungo al lavoro, affinché cacciassero i topi che arrecavano molti danni alle balle di lana. Nello stesso periodo, i minatori dello Yorkshire si comportavano allo stesso modo utilizzando questi cani per scacciare i topi all'interno delle miniere di carbone.
Grazie alle loro piccole dimensioni e alla loro agilità potevano facilmente entrare nelle gallerie più strette e cercare nelle evenienze e in caso di pericolo, minatori in difficoltà. Oggi chiaramente non si richiede più allo Yorkshire di cacciare i topi, ma sicuramente l'attitudine a questa attività, propria di questa razza, non è cambiata. Il Huddersfield Ben è considerato il progenitore di questa razza nato nel 1865 ma la razza Yorkshire Terrier nacque in seguito a vari incroci.

## Razze simili e derivate

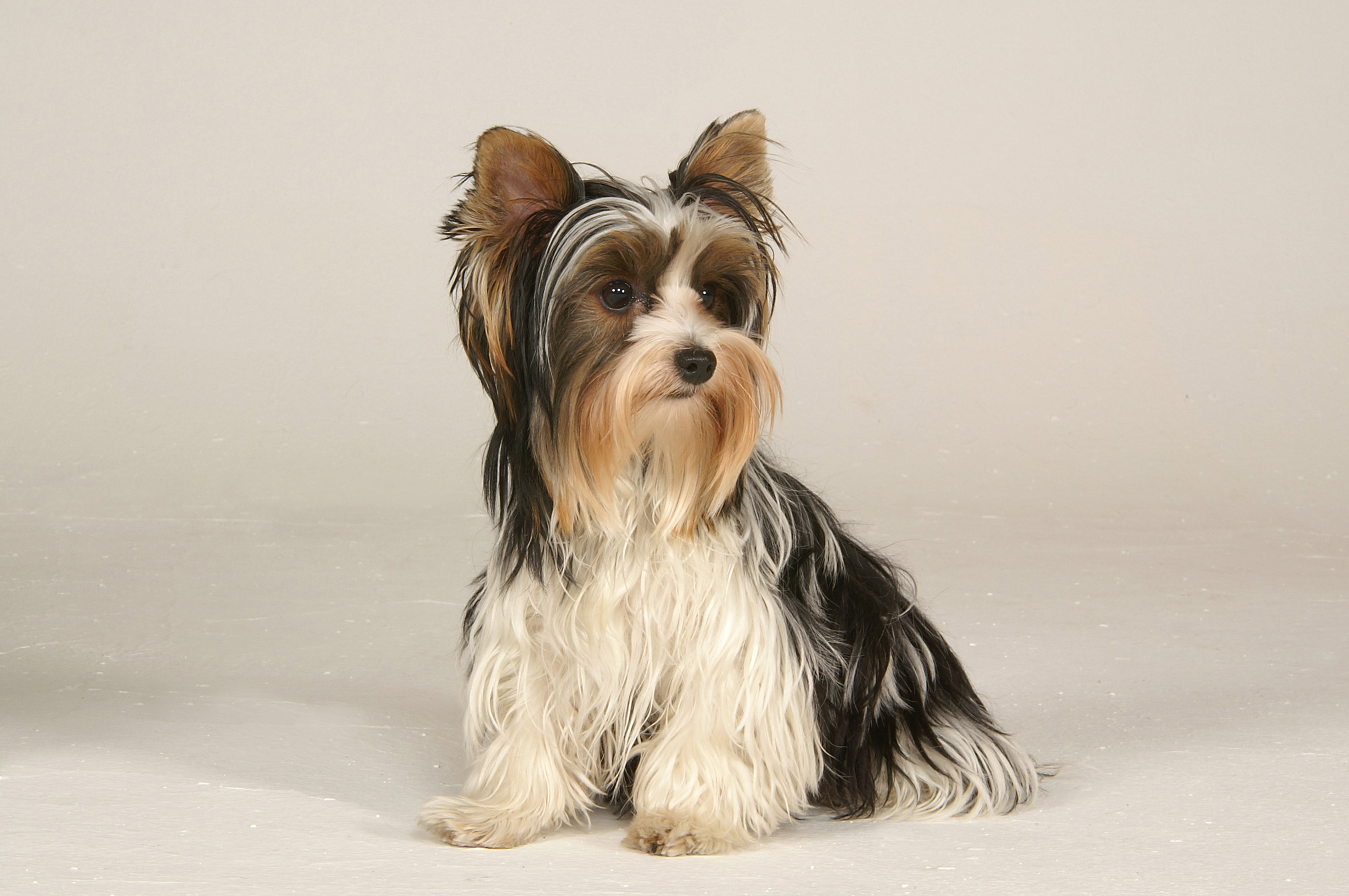
Un esemplare di Biewer terrier

Lo Yorkshire Terrier discende da simili razze di Terrier scozzese, come lo Skye terrier e l'estinto Paisley terrier. Altre razze simili sono il Norwich terrier, il Norfolk terrier e il Maltese, completamente bianco. Dallo Yorkshire terrier derivano a loro volta attraverso incroci e selezioni alcune sottorazze:
- Australian Terrier, riconosciuto come razza nel 1933;
- Australian Silky Terrier, più robusto e denotato dal caratteristico mantello setoso;
- Biewer terrier[3]: un tempo considerata semplice variazione dello Yorkshire Terrier, selezionata in Germania dai coniugi Biewer, da Yorkshire di piccola taglia e portatori di un gene recessivo del pelo bianco, a partire dal 1984; riconosciuto dagli anni 2000 da diversi registri di razze come l'American Kennel Club (AKC) come razza separata.[4] Tuttavia la Fédération cynologique internationale (FCI) non lo riconosce ancora e lo considera una sottorazza di Yorkshire[5]. Nel 2024, il Kennel Club tedesco (VDH) ha riconosciuto il Biewer Terrier come razza nazionale.[6]

Inoltre vi sono alcuni meticci di Yorkshire (non riconosciuti come razze) derivanti da accoppiamenti programmati:
- Morkie terrier
- Fourche terrier

### Morkie
Il risultato dell'accoppiamento di uno Yorkshire Terrier e di un Maltese è detto Morkie (o yorktese).

### Fourche Terrier
L'accoppiamento di uno Yorkshire Terrier e di un West Highland white terrier è detto Fourche